# Alfred L. Werker
Alfred L. Werker (ur. 2 grudnia 1896 w Deadwood, zm. 28 lipca 1975 w hrabstwie Orange) – amerykański reżyser filmowy.

## Życiorys
Swoją pracę w przemyśle filmowym rozpoczął w 1917 roku, początkowo jako drugi reżyser – samodzielnie zaczął reżyserować w drugiej połowie lat 20. XX wieku. Większość jego produkcji to filmy klasy B, ale w swoim dorobku ma również dzieła dostrzeżone przez szerszą widownię takie jak Dom Rotszyldów nominowany w 1935 roku do Oscara w kategorii „Najlepszy film wytwórnia 20th Century Pictures”, Przygody Sherlocka Holmesa z 1939 roku (jeden z serii amerykańskich filmów o brytyjskim detektywie), Trumna pod sufitem (1942) o przygodach Flipa i Flapa oraz He Walked by Night (1948) z Richardem Basehartem w roli głównej, który w 1949 roku zdobył „Nagrodę Specjalną dla Najlepszego Filmu Kryminalnego” na Międzynarodowym Festiwalu Filmowym w Locarno. Często zatrudniano go do dokończenia filmów których nie ukończyli tworzący je reżyserzy, czy to z powodu choroby, konfliktu o scenariusz, zwolnienia z pracy i tym podobnych.
Związany z wytwórniami Paramount Pictures (1928 i 1934–1935), Fox/20th Century Fox (1929–1933, 1937–1939 i 1941–1942) i Eagle-Lion Films pod koniec lat 40. XX wieku. W 1957 roku po czterdziestu latach pracy przeszedł na emeryturę.